# 強鉤杜父魚
強鉤杜父魚，為輻鰭魚綱鮋形目杜父魚亞目杜父魚科的其中一種。目前已知分布於西北太平洋區的千島群島，屬深海底棲性魚類，深度在水深170至429公尺，生活習性不明。

## 擴展閱讀
維基物種上的相關：強鉤杜父魚